# Thoái hóa xương sụn
Thoái hóa xương sụn là một họ các bệnh chỉnh hình khớp xảy ra ở trẻ em, thanh thiếu niên và các động vật phát triển nhanh khác, đặc biệt là lợn, ngựa, chó và gà thịt. Chúng được đặc trưng bởi sự gián đoạn việc cung cấp máu cho xương, đặc biệt là sự tiêu hóa, sau đó là hoại tử xương cục bộ, và sau đó, mọc lại xương. Rối loạn này được định nghĩa là rối loạn tập trung của hóa thạch nội nhũ và được coi là có nguyên nhân đa yếu tố, vì vậy không có điều gì giải thích cho tất cả các khía cạnh của bệnh này.

## Dấu hiệu và triệu chứng
Những điều kiện này gần như tất cả hiện diện với một cơn đau ngấm ngầm ám chỉ vị trí của tổn thương xương. Một số, đáng chú ý là bệnh cổ tay của Kienbock, có thể liên quan đến việc sưng đáng kể, và bệnh Legg-Calvé-Perthes ở hông khiến nạn nhân đi khập khiễng. Dạng cột sống, bệnh Scheuermann, có thể gây ra uốn cong, hoặc kyphosis của cột sống trên, mang lại vẻ ngoài "gù lưng".

## Nguyên nhân
Nguyên nhân cuối cùng cho những tình trạng này vẫn chưa được biết, nhưng các yếu tố nguyên nhân thường được trích dẫn nhất là tăng trưởng nhanh, di truyền, chấn thương (hoặc lạm dụng), hình dạng giải phẫu và mất cân bằng chế độ ăn uống; tuy nhiên, chỉ có cấu tạo giải phẫu và di truyền được hỗ trợ tốt bởi các tài liệu khoa học. Cách mà căn bệnh được bắt đầu đã được tranh luận. Mặc dù thất bại trong việc biệt hóa tế bào sụn, hình thành sụn mỏng manh, thất bại trong việc cung cấp máu cho sụn tăng trưởng và hoại tử xương dưới màng cứng đều được đề xuất là điểm khởi đầu trong sinh bệnh học, tài liệu gần đây ủng hộ mạnh mẽ sự thất bại của việc cung cấp máu cho sụn tăng trưởng là có khả năng xảy ra.